# Władysław Jagiełło (perkusista)

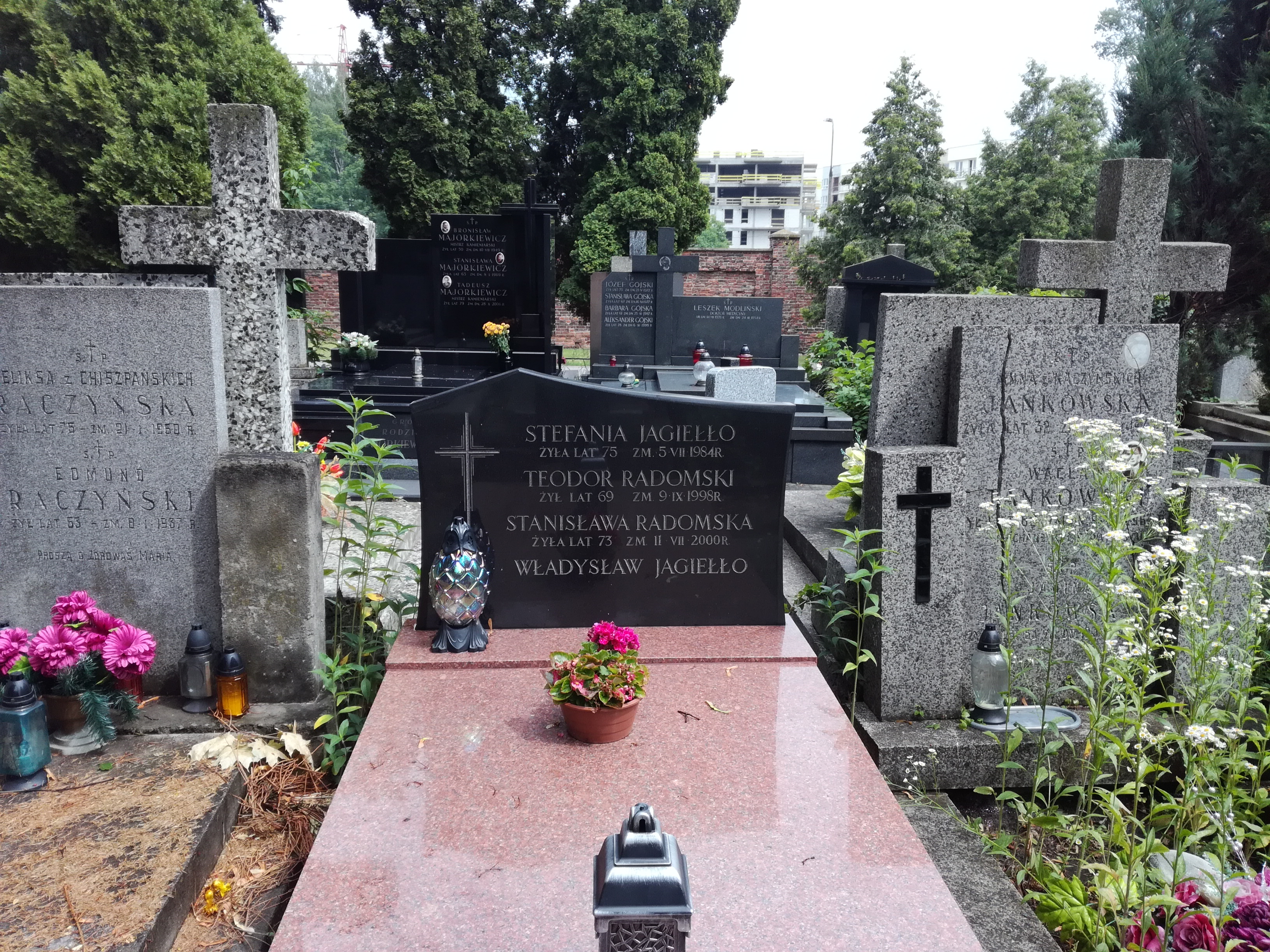
Grób Władysława Jagiełły na cmentarzu Bródnowskim

Władysław Jagiełło (ur. 20 marca 1934 w Warszawie, zm. 1 lutego 2009 tamże) – polski perkusista jazzowy.

## Życiorys
Przygodę z jazzem rozpoczął w 1951, kiedy to zaczął grać w big bandzie Zakładów Radiowych im. M. Kasprzaka. Rok później grał w zespole, który koncertował w lokalach rozrywkowych. Równocześnie kontynuował naukę w szkole muzycznej, grał w orkiestrze Filharmonii Warszawskiej, a dodatkowo w zespole Pinokio. W listopadzie 1954 Jagiełło uczestniczył w pierwszych Zaduszkach Jazzowych, które odbyły się w Krakowie. W 1956, będąc członkiem zespołu Jerzego Hermana, brał udział w nagraniu jednej z pierwszych polskich płyt z muzyką jazzową. Jako perkusista w zespole Zygmunta Wicharego wystąpił na I Festiwalu Jazzowym w Sopocie. W 1958 odbył się pierwszy festiwal Jazz Jamboree, wówczas nazywany Jazz ’58. Władysław Jagiełło grał tam jako członek Kwintetu Jerzego „Dudusia” Matuszkiewicza. Rok później grał na Jazz Campingu na Kalatówkach, a od 1961 był w zespole Jazz-Rockers, który został stworzony przez Zbigniewa Namysłowskiego. Równolegle grał na perkusji w grupie Hybrydy, której liderem był „Duduś” Matuszkiewicz. W 1963 na sześć lat opuścił Polskę i przebywał w krajach skandynawskich, grał tam w formacjach jazzowych m.in. nagrał płytę z Bruce'em Powellem. W 1969 powrócił do kraju i wszedł w skład Formacji Muzyki Współczesnej Andrzeja Kurylewicza, obaj współpracowali przez dwa lata, po czym Jagiełło założył własną grupę Sesja 72, z którą wystąpił na Jazz Jamboree ’73. Dwa lata później na tym samym festiwalu Władysław Jagiełło wystąpił solo, dając koncert gry na perkusji. Od 1990 prowadził własną formację Władysław Jagiełło Combo, która współpracowała z młodymi muzykami jazzowymi grającymi swoje autorskie utwory.
Data śmierci Władysława Jagiełły nie jest znana, został znaleziony martwy w mieszkaniu, patomorfolog stwierdził, że zgon nastąpił dużo wcześniej. Data 1 lutego 2009 to data znalezienia zwłok. 28 maja 2009 roku został pochowany na cmentarzu Bródnowskim w Warszawie (kwatera 3B-2-7).